# Sabah
Sabah (тур. Утро, утренняя (газета)) — турецкая ежедневная газета. Основана 22 апреля 1985 года в Измире турецким предпринимателем Динч Бильгин. Слоган — «Türkiye’nin en iyi gazetesi» (тур. «Лучшая газета Турции»).
В январе 1997 года запущен сайт в интернете. В 2007 году премьер-министр Турции Реджеп Тайип Эрдоган приостановил выпуск газеты, сославшись на то, что она в 2001 году была продана с нарушениями, и передал Sabah Страховому фонду сберегательных вкладов Турции. В 2008 году, после увольнение ряда сотрудников газеты, компания Ciner Group за $1,1 млрд продала её медиахолдингу Turkuvaz Medya Grubu, входящему в Çalık Holding, генеральным директором которого является турецкий бизнесмен и зять Реджепа Тайипа Эрдогана Берат Албайрак, а владельцем — Ахмет Чалык, которого называют близким соратником Эрдогана. По словам бывшего шефа бюро Sabah в Анкаре Аслы Айдынташбаш, после продажи газета заняла «непоколебимую проправительственную линию».
Американская газета The New York Times выбрала Sabah для публикации переведённых на турецкий язык статей из еженедельника The New York Times International Weekly. В 2014 году публикация статей была прекращена.
Sabah выпускается также на немецком языке в Германии под названием Sabah Deutsch и на турецком языке под названием Sabah Europe, на английском, немецком и арабском языках в странах Евросоюза под названием Daily Sabah.

## Критика
В 2009 году МИД непризнанной Нагорно-Карабахской Республики раскритиковало Sabah за освещение нагорно-карабахского конфликта в регионе, обвинив её в распространении «фальсификаций» в пользу азербайджанской стороны[значимость факта?].